# Hl. Familie (Vinn)
Koordinaten: 51° 5′ 11″ N, 6° 3′ 20″ O
Die Kapelle Hl. Familie befindet sich im Ortsteil Vinn der Stadt Heinsberg in Nordrhein-Westfalen.

## Lage
Die Kapelle steht in der Ortsmitte von Vinn, an der Straßenecke Vinn und Alte Gerberei. Neben der Kapelle ist ein kleiner Parkplatz eingerichtet.

## Vorgeschichte
Die Bürgermeisterei Kirchhoven setzte sich um 1830 wie folgt zusammen. Das Kirchdorf Kirchhoven und die Dörfer Entebruch, Heuchden, Leick, Lumbach, Schutdorf und Finne. Dazu noch einige Gehöfte und Weiler. Alle Dörfer gehörten zu einer Bürgermeisterei. Auf der Tranchotkarte von 1803 bis 1820 sind die einzelnen Dörfer gut erkennbar. Als Zeichen eines tiefen Glaubens und einer engen Zusammengehörigkeit entstanden in den Orten kleine Kapellen, Kruzifixe und Bildstöcke.

## Geschichte
Die Kapelle zur Hl. Familie in Vinn wurde im Jahr 1898 von den Dorfbewohnern errichtet. Im Jahr 1902 wurde sie zum ersten Mal bei einer Fronleichnamsprozession benutzt.
1957 wurde eine umfangreiche Restaurierung durchgeführt und eine Sakristei angebaut. Die Pflege und Unterhaltung obliegt dem Kapellenverein als Träger des Gebäudes.

## Architektur
Bei dem Gebäude handelt es sich um einen dreijochigen Backsteinbau mit einem dreiseitigen Chorabschluss und einem spitzbogigen Kreuzrippengewölbe. Auf dem Satteldach steht ein vierseitiger Dachreiter mit einem vierseitigen spitzen Helm.

## Ausstattung
- Im Dachreiter befindet sich eine Glocke aus dem Jahre 1951 aus der Briloner Glockengießerei.[2]
- Die Kapelle besitzt eine Buntverglasung.[3]
- In der Kapelle steht ein Schnitzaltar aus Eiche auf einem Backsteinunterbau sowie einige Heiligenfiguren.

## Galerie

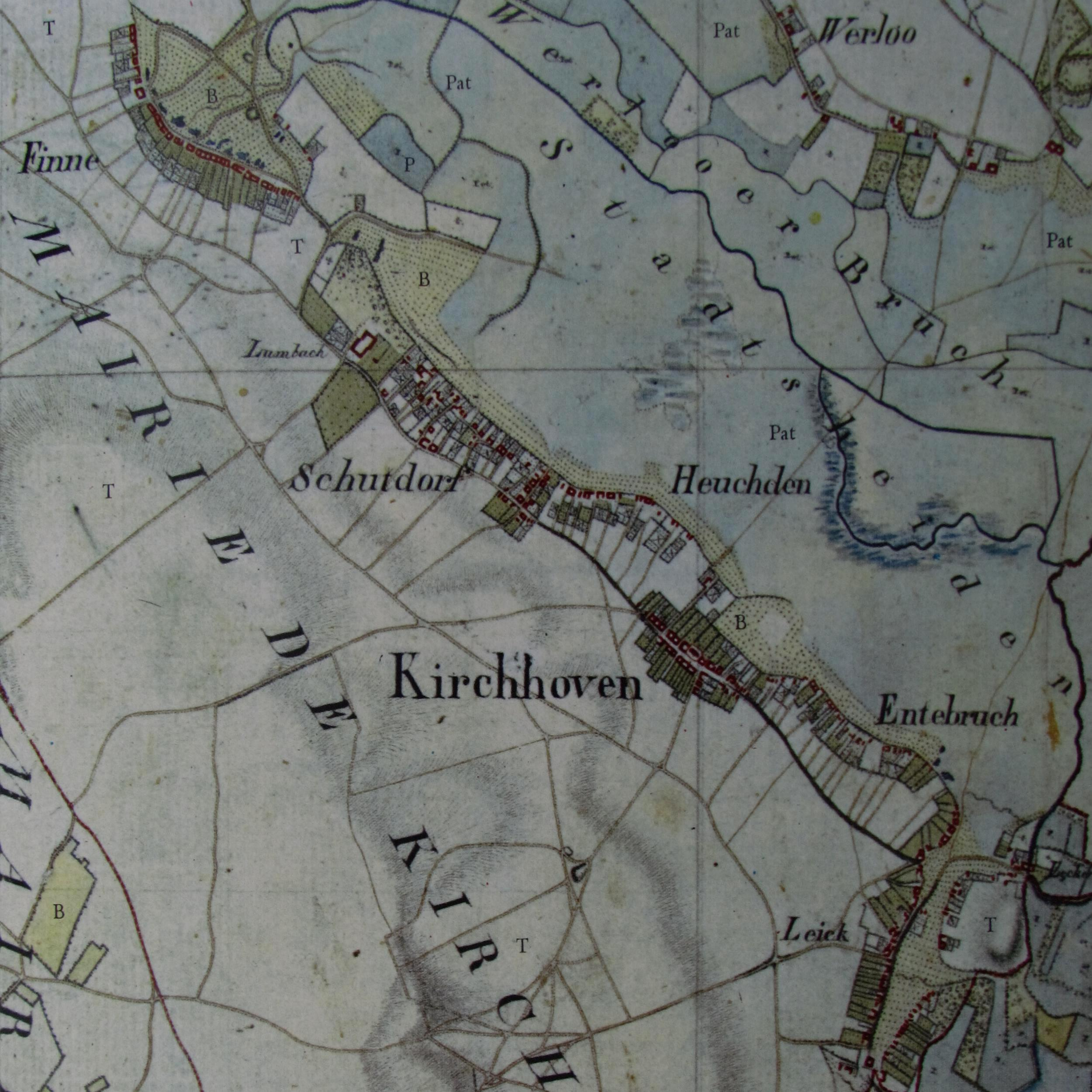
Tranchotkarte 1803–1820
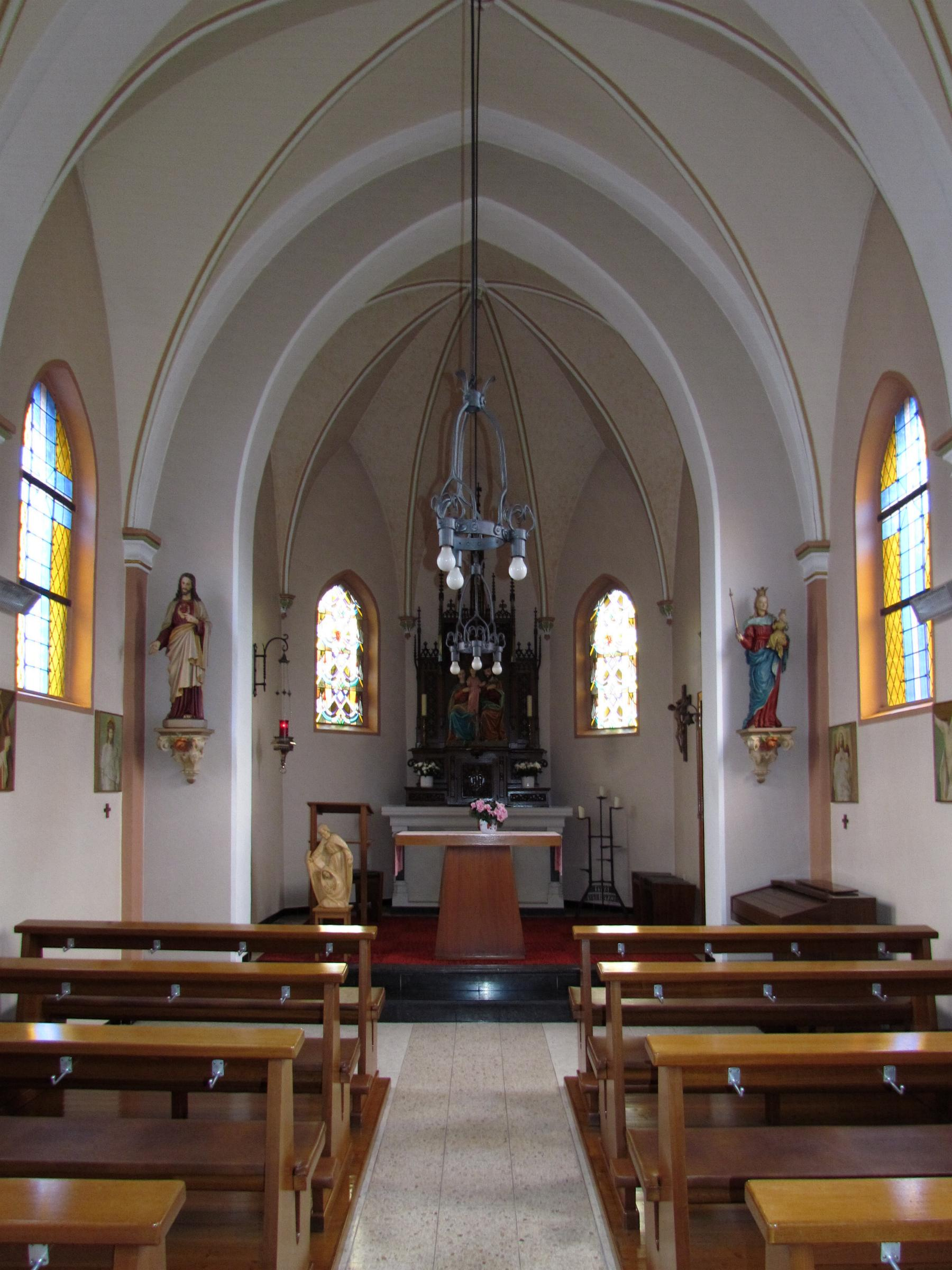
Innenansicht
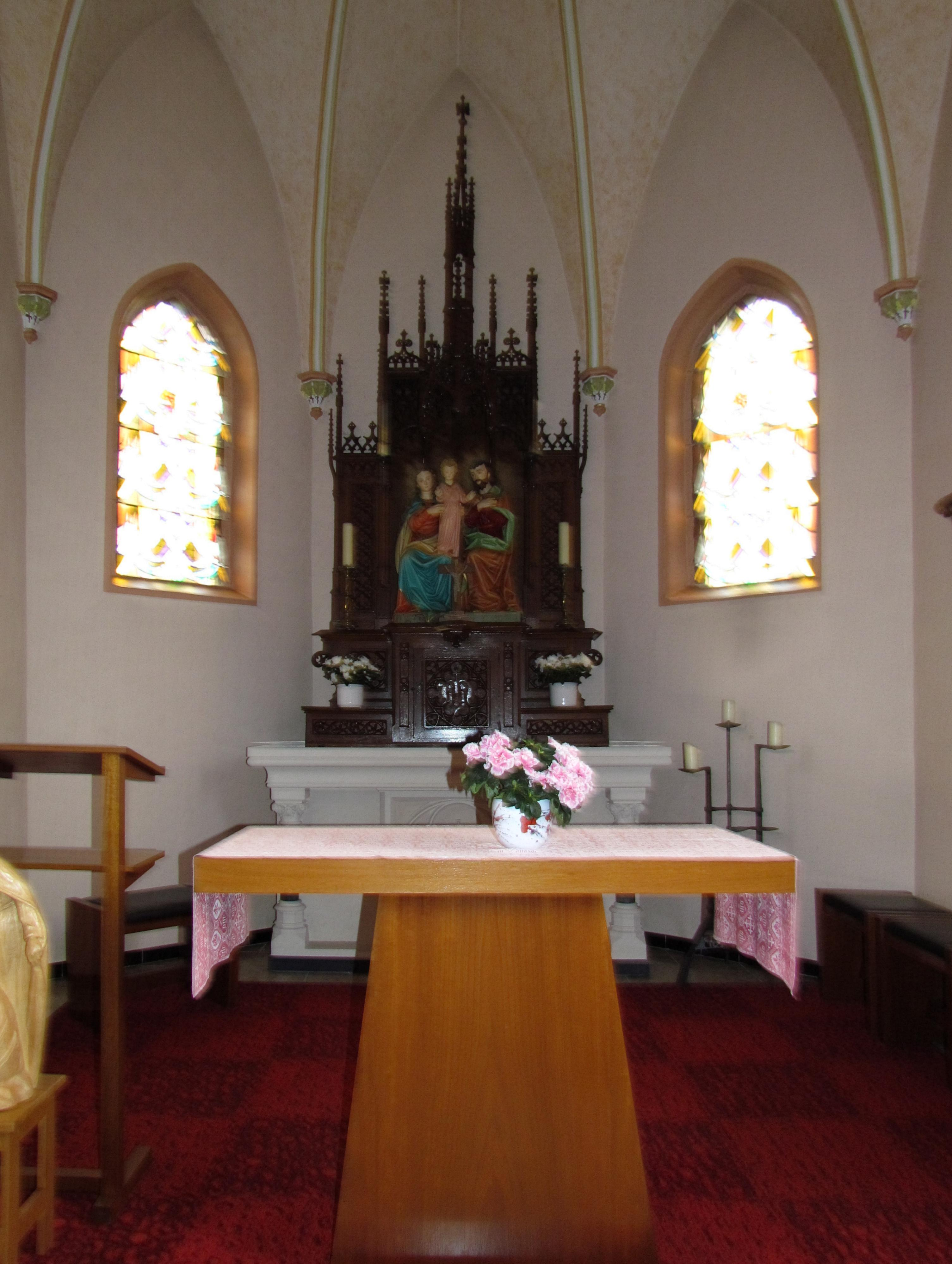
Altar
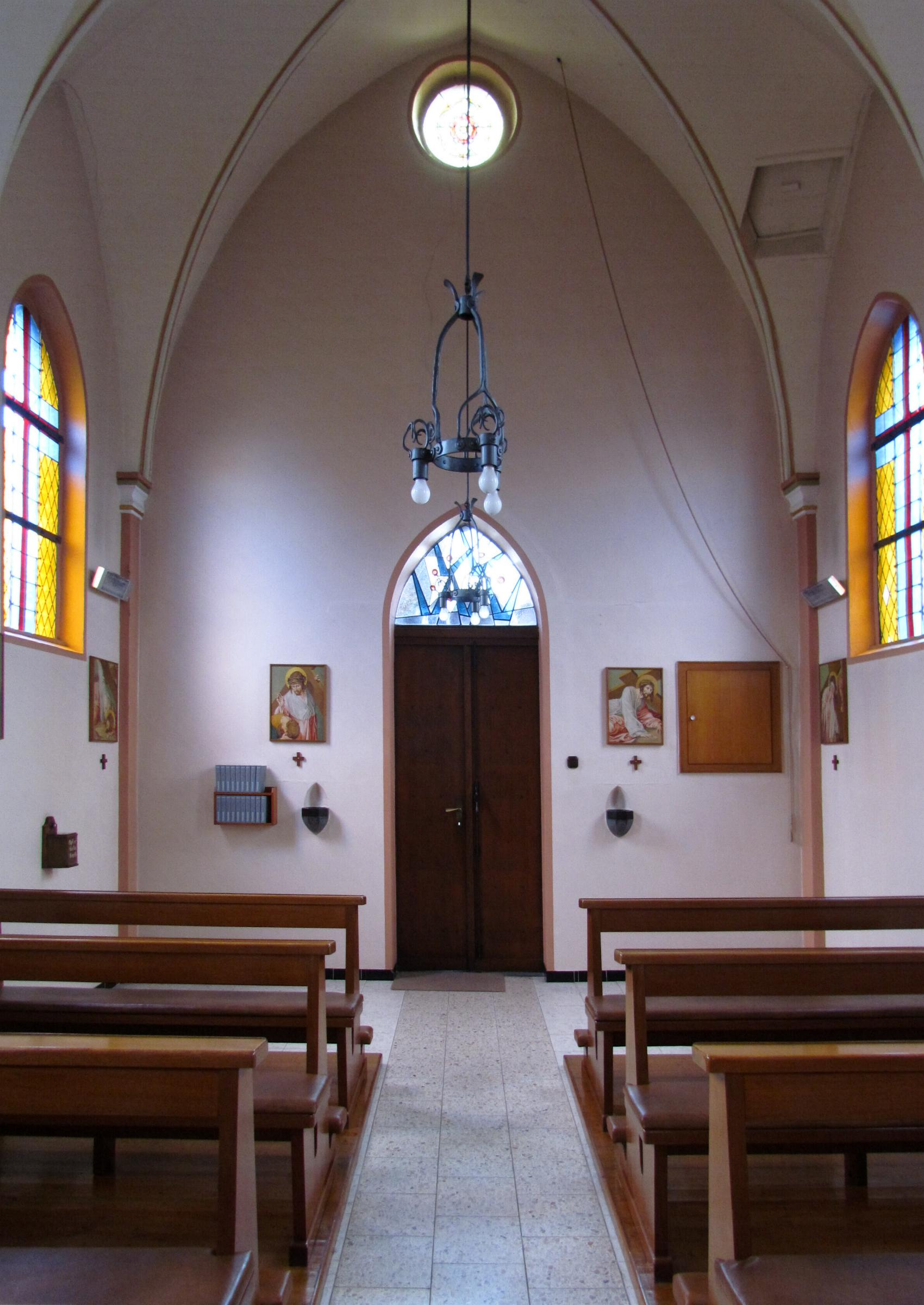
Rückwand
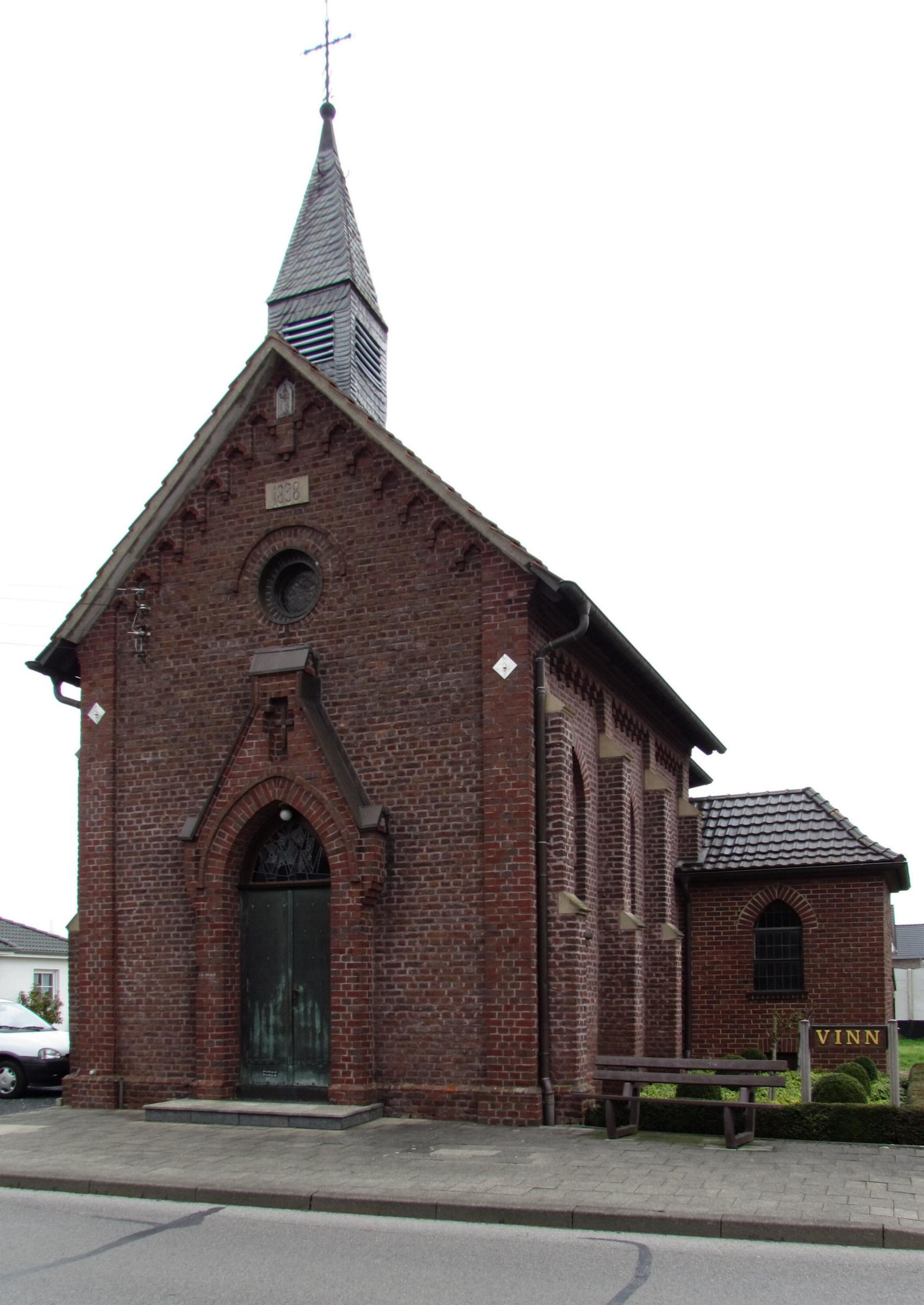
Außenansicht
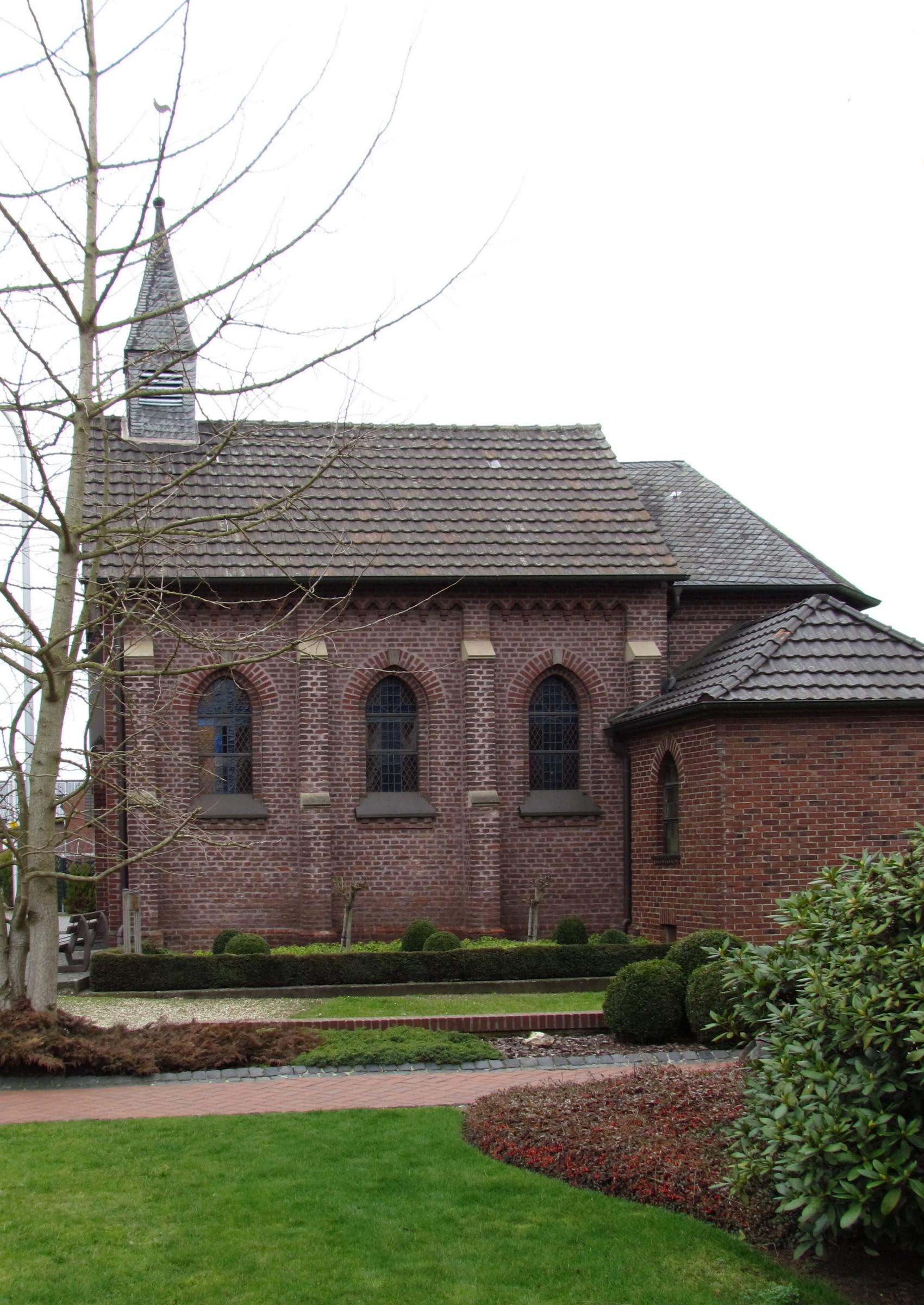
Seitenansicht
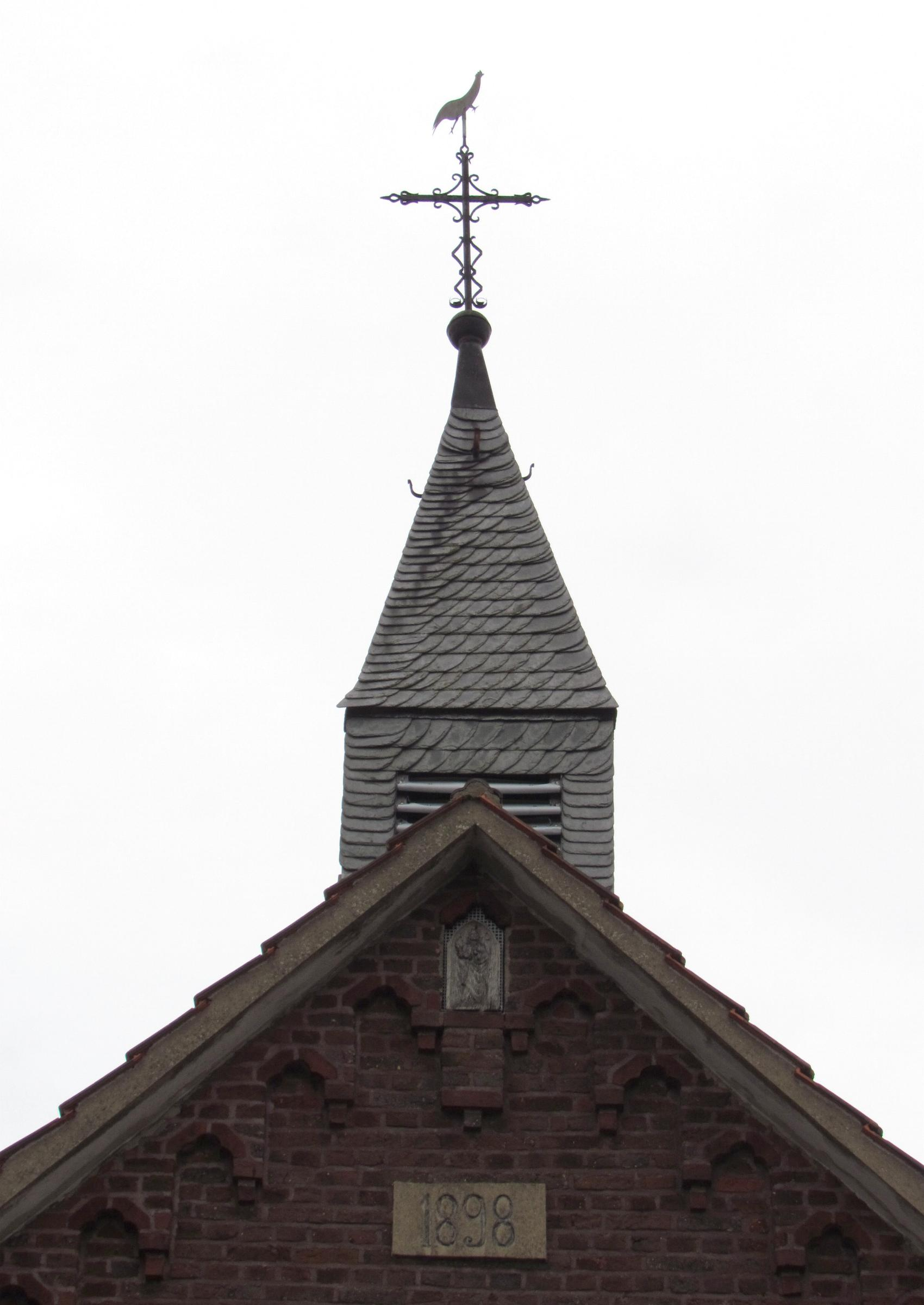
Dachreiter